# Buterna kiselina
Buterna kiselina (butirna kiselina, butanoinska kiselina) je karboksilna kiselina sa strukturnom formulom 3-. Soli i estri buterne kiseline su poznati kao butirati ili butanoati. Buterna kiselina je prisutna u mleku, a posebno mleku koza, ovaca i bizona, maslacu, i parmezanu. Ona je produkt anaerobne fermentacije. Ona ima neprijatan miris i oštar ukus. Sisari sa dobrom detekcijom mirisa (npr. psi) je mogu detektovati u koncentracijama od 10 ppb, dok je ljudi mogu detektovati u koncentracijama iznad 10 ppm.

## Hemija
Buterna kiselina je masna kiselina koja se javlja u obliku estara u životinjskim mastima. triglicerid buterne kiseline sačinjava 3% do 4% maslaca. Kad se maslac užegne, buterna kiselina se oslobađa iz glicerida hidrolizom, proizvodeći neprijatan miris. Ona je važan član podgrupe masnih kiselina zvane kratkolančane masne kiseline. Buterna kiseline je slaba kiselina sa  vrednošću od 4.82, slično sirćetnoj kiselini, koja ima pKa od 4.76. Slična jačina tih kiselina potiče od zajedničke  terminalne strukture. Čista buterna kiselina je 10.9 molarna.
Kiselina je uljasta, bezbojna tečnost koja je lako rastvorna u vodi, etanolu, i etru, i može se odvojiti iz vodene faze zasićenjem solima poput kalcijum hlorida. Ona se može oksidovati do ugljen-dioksida i sirćetne kiseline koristeći kalijum dihromat i sumpornu kiselinu, dok je alkalni kalijum permanganat oksiduje do ugljen-dioksida. Kalcijumova so, , je manje rastvorna u vrućoj vodi nego u hladnoj.
Buterna kiselina ima strukturni izomer, koji se naziva izobuterna kiselina (2-metilpropanoinska kiselina).